# Torrent (hidrologia)
|  | Per a altres significats, vegeu «Torrent». |

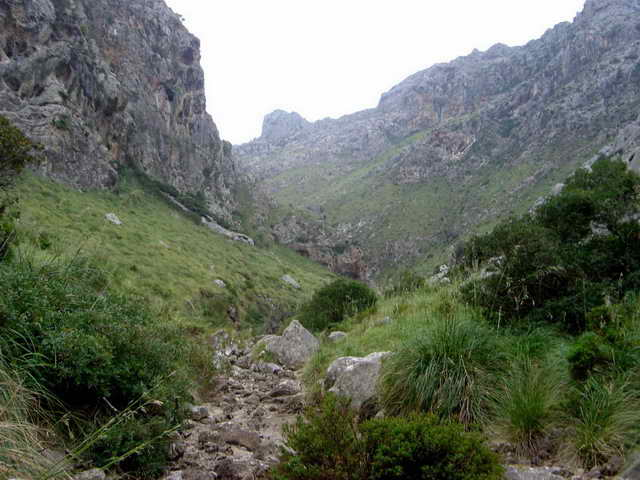
El torrent de Mortitx, a Mallorca

Un torrent o rambla és un corrent d'aigua intermitent en zones muntanyoses que sovint es presenta encaixat, amb pendents més o menys verticals i amb unes dimensions que poden arribar als centenars de metres de fondària. Normalment, és un corrent d'aigua intermitent de flux impetuós i amb una gran capacitat d'erosió, que sovint només s'activa en èpoques de pluja. És un terme molt emprat tant en hidrografia i geomorfologia com en el camp més general de la geografia física.
Per extensió, també s'anomena torrent el barranc que s'ha format al llarg dels anys per l'erosió de les aigües; per tant, té més relació amb la llera del torrent que no pas amb el corrent fluvial que hi discorre.
Sovint, un torrent es divideix en tres parts morfològiques: la conca de recepció, el canal de desguàs o d'escolament i el con de dejecció.

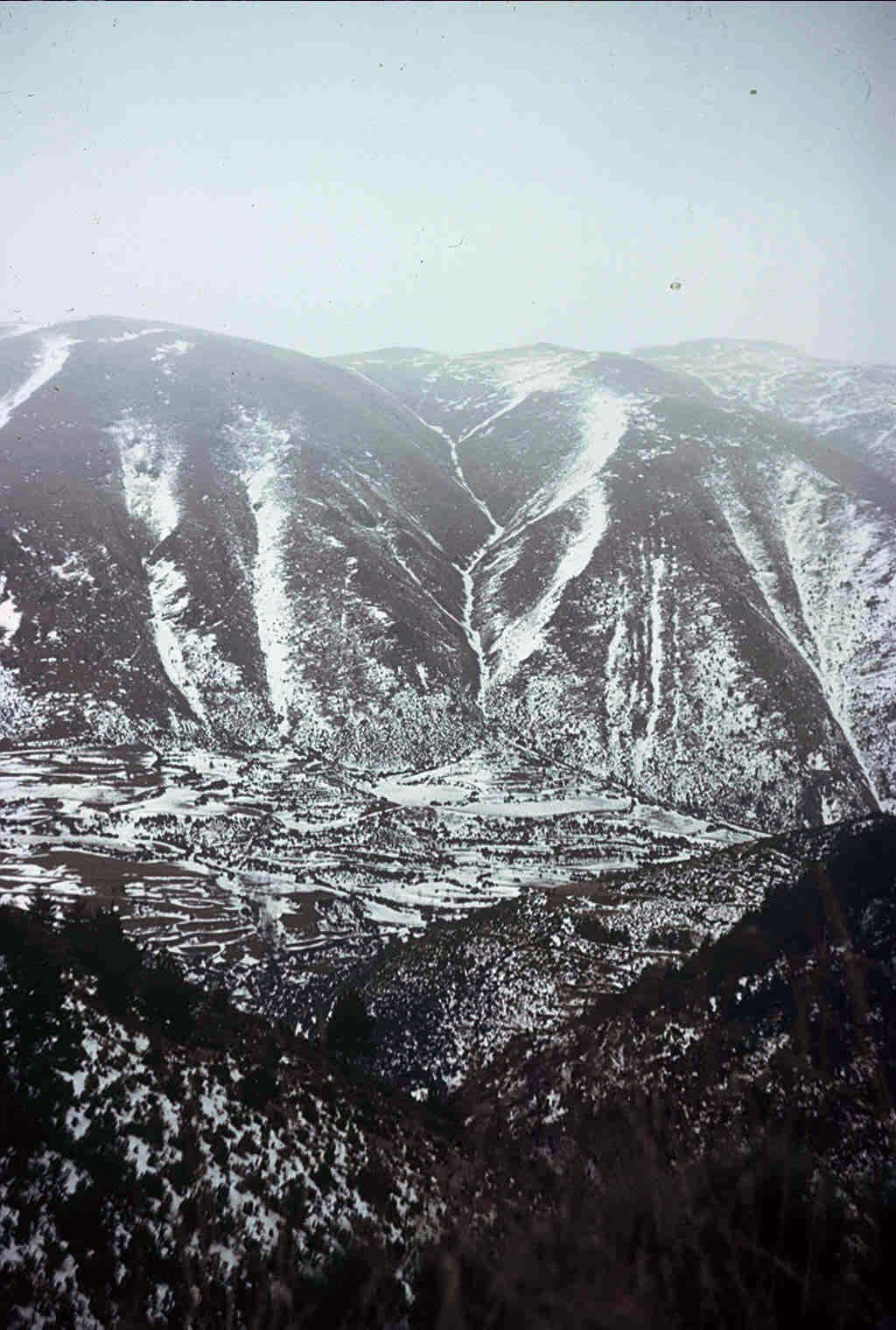
Torrent pirinenc prop de la collada de Toses; s'hi pot veure la conca de recepció, el canal de desguàs i el con de dejecció

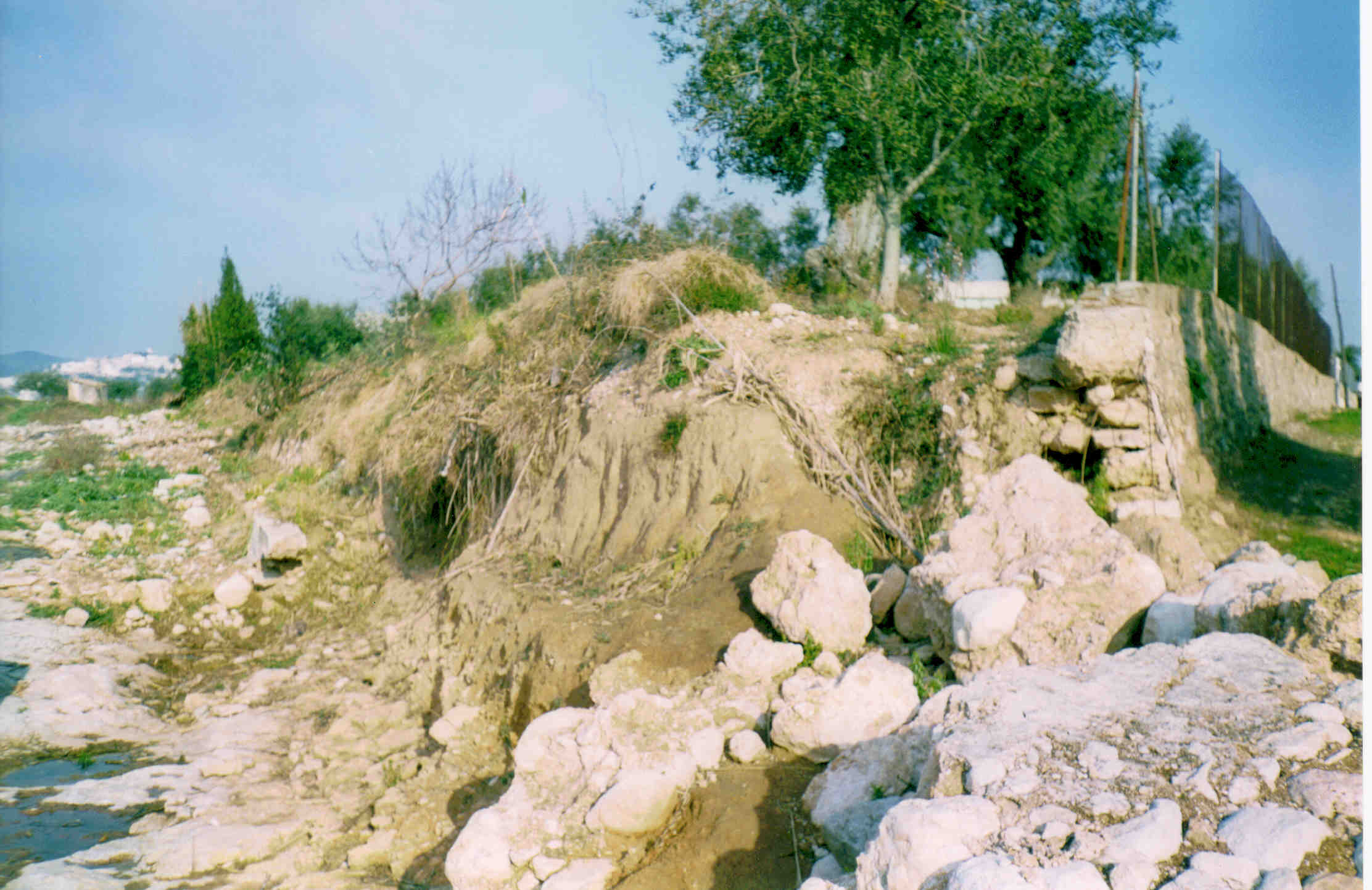
Efectes de l'erosió durant una crescuda violenta i destructora a la riera de la Bisbal en el seu pas pel camí vell de Sant Salvador

## La pedra seca en el torrent
Aquest curs d'aigua pot estar canalitzat entre murs de pedra en sec. Els murs estan fets de pedra calcària, arenosa, pedra viva, bretxes, argiles compactades o materials silícics.
Pot tenir diferents tipus de parets:
- dos costats paredats
- parets que formen part dels marges de conreu.

Els torrents poden anar acompanyats d'elements de pas.

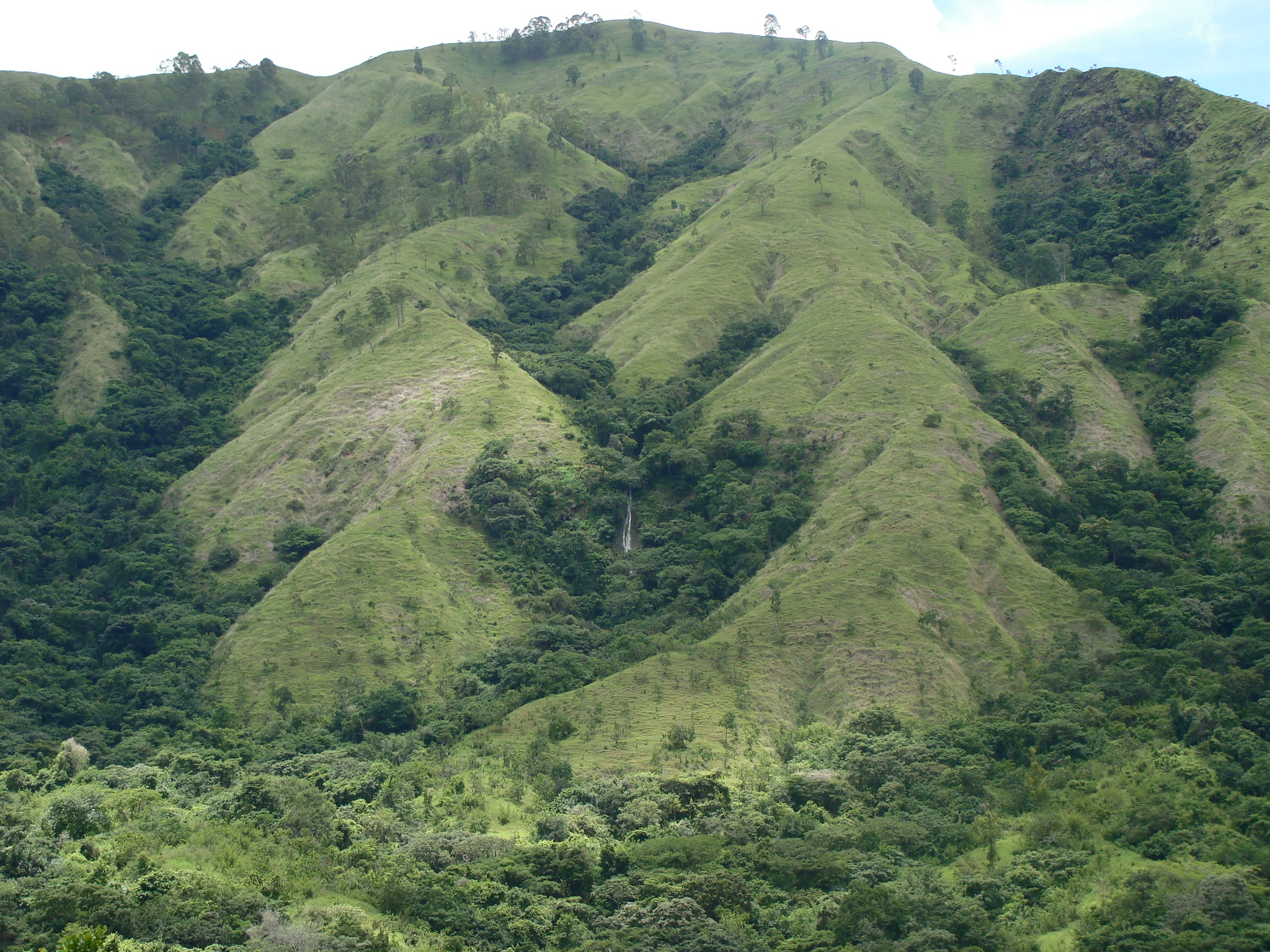
Un petit torrent que desemboca al riu San Juan (afluent del Guárico a Veneçuela, pertanyent a la conca de l'Orinoco) es desprèn del vessant meridional de la regió muntanyenca de l'interior

## Règim torrencial
Per analogia amb la intensitat de les crescudes i de la breu durada que presenten, es diu d'un riu que té un règim torrencial quan el seu cabal té un comportament molt irregular, segons el qual és gairebé sec durant gran part del temps i en certs moments té crescudes violentes i destructores. Són de règim irregular els rius de les regions àrides o semiàrides. Alguns torrents d'àrees molt seques a les regions pròpiament desèrtiques reben el nom àrab de uadi si representen el cas extrem d'un torrent amb crescudes ocasionals i impetuoses en lleres que romanen seques la resta del temps. També reben el nom de pluges torrencials les que són molt intenses i de breu durada.

## Parts d'un torrent
Les parts típiques d'un torrent són:
- La conca de recepció, on es recullen les aigües durant les pluges. A la imatge que mostra les parts d'un petit torrent dels Pirineus, es pot veure amb la seva forma d'un embut a la part superior del vessant. Aquest torrent té vistes al nord, de manera que la imatge està dirigida cap al sud, és a dir, cap als vessants d'obaga (que reben menys sol); la part més plena de neu queda en una banda, la qual cosa es pot deure a la procedència del vent durant la tempesta que va originar aquesta acumulació: en general, la major quantitat de neu s'acumula als vessants de sobrevent, mentre que als de sotavent la neu dura menys temps. No obstant això, és just assenyalar que aquesta idea no sempre es compleix, ja que si es tracta d'un vent sec i càlid (a causa de l'efecte Föhn), com succeeix moltes vegades en algunes valls dels Pirineus, pot fer desaparèixer la neu al vessant més exposat a aquest vent. També és important la incidència dels raigs solars (vessants de solana i obaga), perquè els raigs del sol expliquen encara més la quantitat diferent de neu als dos vessants: com que és una foto dirigida cap al sud, l'oest queda a la dreta i la neu s'acumula en aquest costat perquè els raigs solars hi incideixen amb menor intensitat durant la tarda a causa de l'ombra de la muntanya i per la major nuvolositat al final del dia.
- El canal de desguàs, on la llera es fa més estreta i profunda en accentuar l'erosió vertical. Forma una típica vall en forma de V, tot i que el seu origen es troba exclusivament en les aigües fluvials.
- El con de dejecció o ventall al·luvial, on s'acumulen els sediments (blocs, còdols, grava, sorra) arrossegats per les aigües del torrent durant les crescudes, que s'acumulen en forma de ventall en arribar a zones de menor pendent, generalment al fons de la vall principal. Es pot intuir el canvi brusc de pendent al començament del con de dejecció.

## Els torrents a les zones plujoses

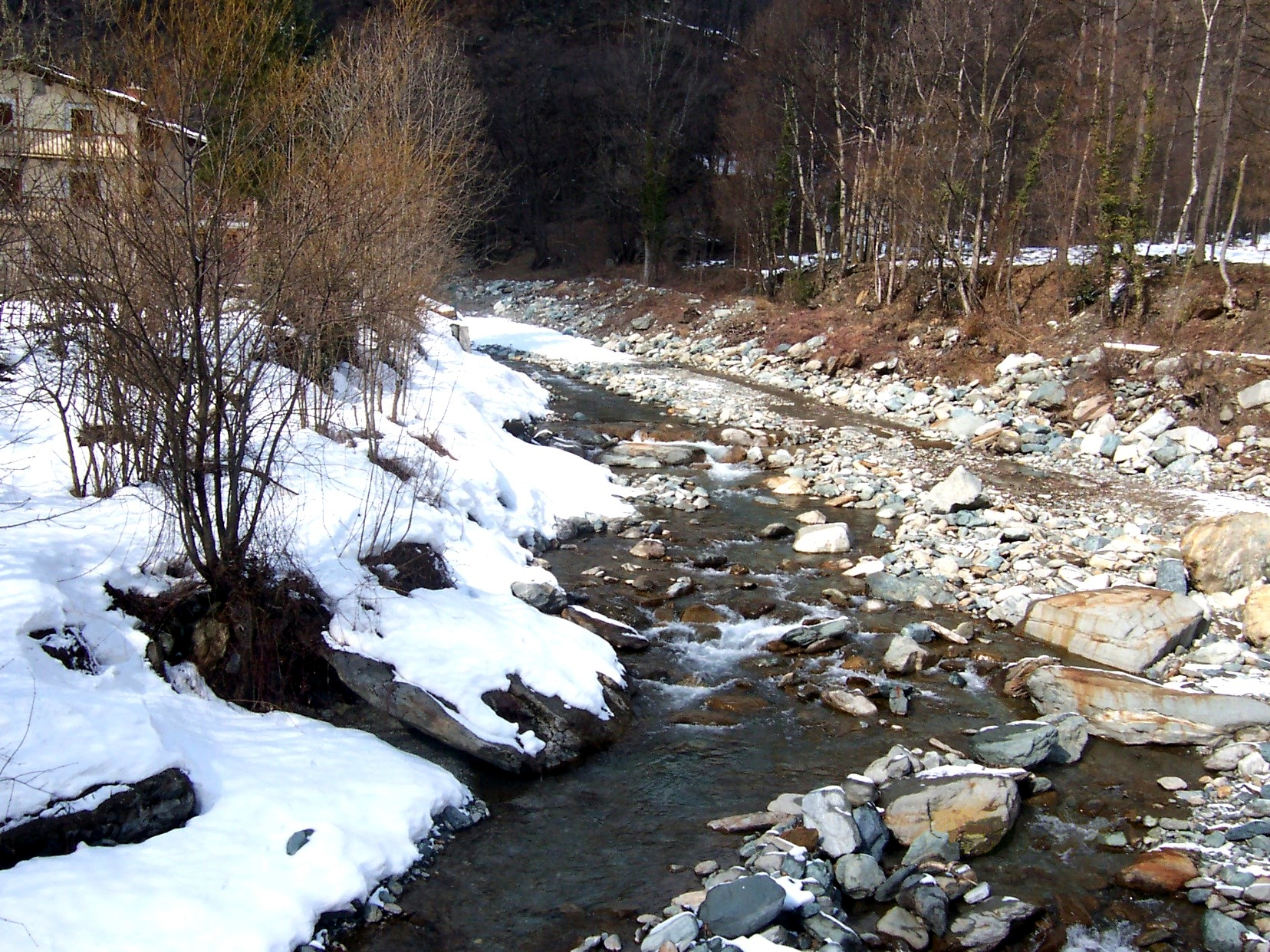
Torrent als Alps d'Itàlia

A la zona intertropical de selva, la vegetació pot modificar radicalment el que s'ha dit sobre l'erosió al canal de desguàs, ja que al tàlveg del torrent, és a dir, a la part més profunda de la vall o de la llera, és on la vegetació és més espessa, amb la qual cosa no sols s'impedeix o es limita l'erosió sinó que contribueix a fer que el vessament sigui molt més lent, amb què una petita conca d'un parell d'hectàrees o encara més petita es converteix en un corrent permanent d'aigua, com es veu a la imatge superior d'un petit afluent del riu San Juan prop de San Juan de los Morros, a Veneçuela, ja que el cabal del torrent, que es pot veure a la cascada, pot romandre durant bastants dies encara que no plogui.

## Sinònims de torrent
- Rasa: a Catalunya, hi ha torrents que són denominats rases a les comarques de l'Alt Camp, l'Alt Urgell, l'Anoia, el Bages, el Baix Camp, el Berguedà, la Conca de Barberà, el Priorat, la Segarra, el Segrià, el Solsonès, el Tarragonès i el Vallès occidental.[2]
- Còrrec: a l'Alt Empordà i a la Catalunya Nord abunden els torrents que porten aquesta denominació.
- Barranc
- Llau, principalment a les comarques pirinenques: l'Alta Ribagorça, el Pallars Sobirà i el Pallars Jussà.
- Rambla
- Escorranc
- Xaragall o aragall, sobretot a les comarques del nord del Barcelonès: el Maresme, el Vallès oriental i el Vallès occidental, a més de Mallorca.
- Carant: corrent d'aigua molt pendent en terra rocosa, o el llit eixut d'un tal corrent d'aigua.[3]

## Principals cursos d'aigua
| Curs fluvial | Cabal                    | Continuïtat                                    |
| ------------ | ------------------------ | ---------------------------------------------- |
| Riu          | Abundant                 | Porta aigua tot l'any                          |
| Rierol       | Escàs                    | Porta aigua tot l'any                          |
| Riera        | Variable                 | S'asseca en èpoques seques, excepte quan plou  |
| Torrent      | Escàs (intens quan plou) | Porta aigua quan plou i els pocs dies següents |